# Peru i olympiska sommarspelen 1992
Peru deltog i de olympiska sommarspelen 1992 med en trupp bestående av 16 deltagare, och landet fick med sig en silvermedalj hem.

## Bordtennis
Herrsingel
- Yair Nathan

Herrdubbel
- Walter Nathan och Yair Nathan

Damsingel
- Eliana González

Damdubbel
- Eliana González och Magaly Montes

## Cykling
Herrarnas förföljelse
- Anthony Ledgard

## Friidrott
Herrarnas 10 000 meter
- Juan José Castillo
  - Heat — 30:04,60 (→ gick inte vidare)

Damernas maraton
- Ena Guevara — 3:05,50 (→ 34:e plats)

## Kanotsport
Herrarnas K-1 slalom
- Eric Arenas

## Modern femkamp
Herrarnas individuella tävling
- Luis Alberto Urteaga → 65:e plats (3503 poäng)

## Tennis
Herrsingel
- Yair Nathan

Herrdubbel
- Walter Nathan och Yair Nathan

Damsingel
- Eliana González

Damdubbel
- Eliana González och Magaly Montes